# Merely Players (film fra 1918)
Merely Players er en amerikansk stumfilm fra 1918 af Oscar Apfel.

## Medvirkende
- Kitty Gordon - Nadine Trent
- Irving Cummings - Rodney Gale
- George MacQuarrie - Hollis Foster
- Johnny Hines - Sammy Meyers
- Pinna Nesbit - Maude Foster